# Isodiapher
Isodiaphere sind Nuklide mit demselben Neutronenüberschuss. In der Nuklidkarte unterscheidet man 
- Isotope (gleiche Protonenzahl {\displaystyle Z} bei variabler Neutronenzahl),
- Isotone (konstante Neutronenzahl {\displaystyle N} bei variabler Protonenzahl),
- Isobare (konstante Massenzahl {\displaystyle A})
- Isodiaphere (Nuklide mit gleichem Neutronenüberschuss, {\displaystyle N_{1}-Z_{1}=N_{2}-Z_{2}})

In der Nuklidkarte in der meist verwendeten Darstellung nach Segrè, d. h. {\displaystyle Z} nach oben zunehmend, {\displaystyle N} nach rechts zunehmend aufgetragen, befinden sich diese vier verwandtschaftlichen Nuklidbeziehungen auf
- waagerechten Linien (Isotope)
- senkrechten Linien (Isotone)
- Winkelhalbierenden mit negativer Steigung (Isobare)
- Winkelhalbierenden mit positiver Steigung (Isodiaphere)

Die Ausgangs- und Endkerne beim Alphazerfall sind isodiaphere Kerne, beispielsweise: 
{\displaystyle {}_{\ 62}^{146}\mathrm {Sm} \to {}_{\ 60}^{142}\mathrm {Nd} +{}_{2}^{4}\mathrm {He} }.
Während leichtere stabile Nuklide (wenige Nukleonen im Kern) jeweils ein Verhältnis von etwa 1:1 (Protonen:Neutronen) haben, erfordert die elektrostatische Abstoßung der Protonen im Kern einen mit zunehmender Protonenzahl größer werdenden Neutronenüberschuss (Abknickung des Tals der Stabilität in der Nuklidkarte nach unten bzw. rechts bei höheren Nuklidmassen). Der Neutronenüberschuss ist somit ein wichtiges Stabilitätskriterium für Nuklide (neben anderen in der semiempirischen Weizsäckerformel berücksichtigten Parametern; siehe „Tröpfchenmodell des Atomkerns“).